# Stevia cuneata
Stevia cuneata là một loài thực vật có hoa trong họ Cúc. Loài này được Hassl. miêu tả khoa học đầu tiên năm 1912.